# Björksirap
Björksirap är ett flytande sötningsmedel som tillverkas genom indunstning av saven från björk. Saven tappas på våren, innan lövsprickningen, och i stort sett alla typer av björkar kan användas. Björksirap innehåller stora mängder xylitol, som på svenska kallas just björksocker. Den används som sötningsmedel i bland annat matlagning och bakning och räknas som bättre sötning än socker om man är diabetiker eftersom det är en långsammare kolhydrat än sackaros.
Historiskt har xylitol framställts från just björksav, men dagens industriella processer gör att det är effektivare att använda lövträ eller majs för framställningen.